# 竹若 (飲食業)
株式会社竹若（たけわか、TAKEWAKA Co.,Ltd.）は、かつて飲食店を営んでいた日本の企業。あさくまの完全子会社であった。

## 概要
1988年2月に竹若勝によって設立。和食・料亭業態を主力とし、「いけす懐石 築地竹若」池袋店や「銀座 松玄 凛」を運営していた他、スイーツ・ベーカリー業態である「竹若ベーカリー」を、巻き・握り寿司や海鮮丼をメインとする店舗として「築地 竹若」東京駅GRANSTA店などを展開し、2018年1月期には25億1063万円の売上があった。
しかし、2019年1月期において不採算店舗の閉鎖を実施したことから、同期の売上は22億7304万円にまで落ち込んだ他、純利益も554万円にまで落ち込んだ。
2020年1月期に債務超過に転落。竹若は、2020年2月29日に名古屋市天白区に本社があるあさくまが、竹若勝が保有する全株式を1億5000万円で取得し、竹若はあさくまの子会社となった。竹若はあさくまの方針の元で再建を図ろうとしたが、直後に新型コロナウイルスが発生したことにより業績が悪化。2021年3月をもって全店舗が閉店した。
竹若は2021年4月13日に取引先に対し、債権者集会を実施する旨の通知書を送付した。内容は「2021年4月30日限りで会社を休眠する」「債権者集会に参加する際は同封の債権放棄通知書にご捺印の上、ご持参願います」と記載されていたという。通知書を入手した東京商工リサーチは、同年4月16日に本社が同居しているあさくま東京事務所へ電話取材を申し込んだが、あさくま東京事務所は「竹若の担当者はいません。電話回線は別です」と回答したという。
2021年4月21日に債権者集会が神奈川県にあるあさくまの店舗で行われ、債権者集会にはあさくまの親会社であるテンポスホールディングス、あさくま、竹若の各社長が出席し、各社長は竹若の休眠に関して謝罪し、竹若の社長は法的処理や解散でなく、法人自体を残す「休眠」にすると説明した。だが、直後に行われた質疑応答において、竹若が実施した閉店した店舗の調査において多重リースが行われていたことが明らかとなり、債権放棄の賛同を得ることは不可能となった。
リース会社は竹若に対して、リース物件の所在などリスト化を求めた。親会社であるあさくまが実施した調査で、竹若勝など旧経営陣が2016年11月時点において、リース取引を悪用した資金調達が発覚した事を明らかにした。内容は、竹若がリースを受けた店舗設備等に対し複数のリース契約を行う、いわゆる多重リースが2件あったという。
多重リース発覚が引き金となり、親会社であるあさくまは、2021年7月14日に竹若の破産手続を申請する事を決議。竹若の社長が東京地方裁判所へ破産を申請。竹若は、2021年9月1日に東京地裁から破産手続開始決定を受けた。負債総額は9億9700万円。

## 沿革
- 1988年2月17日 - 設立。
- 2020年2月29日 - 株式譲渡により、あさくまの完全子会社となる。
- 2021年
  - 4月21日 - 債権者集会において、旧経営陣による多重リースを行っていたことが明らかとなる。
  - 7月14日 - 親会社のあさくまが、竹若の破産申請を決議。
  - 9月1日 - 東京地方裁判所から破産手続開始決定を受ける。
- 2024年7月10日 - 法人格が消滅[7]。